# カスピ地区
カスピ地区（グルジア語: კასპის მუნიციპალიტეტი、グルジア語ラテン翻字: Kaspis Munitsipaliteti）は、ジョージアのシダ・カルトリ州にある地区。行政中心地はカスピ。

## 歴史
現在のカスピ地区は、1917年までティフリス県ゴリ郡の一部であった。1921年にグルジアSSRが成立すると、ゴリ郡の配下に12の地区が設置され、そのうちの一つがカスピ地区であった。ゴリ郡は1930年に廃止され、カスピ地区はグルジアSSR直下の行政区画となった。

## 自然
シダ・カルトリ平野に位置する。北はコーカサス山脈の支脈、南はトリアレティ山脈の尾根に囲まれている。地区の中央をムツクヴァリ川が東西に横断しており、他にクサニ川、レフラ川、カヴトゥラ川、テザミ川が地区内を流れている。

## 人口
2014年時点での国勢調査では、人口4万3771人で、人口密度は1平方キロメートルあたり54.5人。ハシュリ地区には1市71村がある。

### 国勢調査
国勢調査による人口は、次の通り。
| 年   | 人口   | 男性   | 女性   | 出典  |
| ---- | ------ | ------ | ------ | ----- |
| 1989 | 55,416 |        |        |       |
| 2002 | 52,443 |        |        |       |
| 2014 | 43,771 | 21,609 | 22,162 | [ 1 ] |

## カヴティスヘヴィ・クルガン
カスピ地区のカヴティスヘヴィ村近郊において、紀元前2000年頃（青銅器時代早期）のクルガン数件が発見された。これらは2007年に考古学者ズラブ・マハラゼが発見したものである。
発掘調査によって回収された資料からは、カラバフのレイラテペで発見された銅器時代後期の金属加工物との関連も考えられている。アグスタファ地区のソユクブラクでも同様のクルガンが発見されている。クヴェモ・カルトリ州のベリクルデエビでは多期間にわたる遺跡があり、最も早い時期との資料とも関連性が指摘されている。これらの発見は、コーカサス南部に紀元前4千年紀の初頭に作られたクルガンが存在していたことを示している。